# James Ashworth
James Ashworth, född 26 maj 1989, stupad i strid  13 juni 2012 var en vicekorpral vid Grenadier Guards, Storbritanniens armé. Han belönades postumt med Viktoriakorset 2013 för sina insatser i strid i Helmandprovinsen, Afghanistan. Vicekorpral Ashworth ledde 2012 sin omgång genom en by när de blev utsatta för ett eldöverfall. Under hans ledning och med honom i spetsen gjorde omgången en motstöt och dödade alla fiender utom en. Vicekorpral Ashworth förföljde den siste fienden när han stupade.